# Renato Fioravanti
Renato Fioravanti (Tuscania, 29 marzo 1929 – Tuscania, 29 dicembre 2007) è stato un calciatore e allenatore di calcio italiano, di ruolo attaccante.

## Caratteristiche tecniche
Era un attaccante veloce, potente ed elegante.

## Carriera
Da piccolo si dilettava nella squadra del seminario di S. Maria della Quercia a Viterbo assieme al parroco Angelo Gargiuli e a Luigi Petroselli, futuro sindaco di Roma.
Ha iniziato ad allenarsi con il Tuscania nel 1947, esordendovi in Serie C a diciassette anni. Viene subito acquistato dal Grosseto disputando tre stagioni in terza serie e vincendo la classifica marcatori nel 1948-1949 con 16 gol.
Dal 1951 gioca in Serie B con la Salernitana, e nel campionato 1954-1955 mette a segno 13 reti, una in meno di quelle segnate dai tre capocannonieri del campionato.
Arriva quindi al Palermo nella stagione 1955-1956 ottenendo la promozione in Serie A. Nella gara casalinga contro il Brescia segna una rete nei minuti iniziali e finisce la partita in porta a causa dell'infortunio del portiere Elio Angelini (all'epoca non c'erano né sostituzioni né panchina), realizzando parate decisive per la vittoria della gara.
Nel 1956-1957 viene acquistato dalla Roma in cui faceva la riserva di Gunnar Nordahl. A causa di ciò non esordisce in Serie A iniziando a girovagare per i campi di Serie B ogni anno in prestito con il puntuale rientro estivo ai capitolini.
Dopo l'addio ai giallo-rossi è allenatore-giocatore di Viterbese prima e Montefiascone poi.
Nel 1959 decide di abbandonare momentaneamente il calcio per concludere gli studi diplomandosi all'ISEF.
Nella stagione 1962-1963 allena il Tuscania, la squadra del suo paese, in Seconda Categoria. Ritornerà ad allenare a Tuscania nella stagione 1971-1972 in Prima Categoria.
In seguito, per 31 anni si dedicherà ad insegnare educazione fisica nelle scuole della sua città.
È morto a Tuscania nel 2007 a causa di un male incurabile.
Il 15 giugno 2013 lo Stadio Comunale "dell'Olivo" di Tuscania viene intitolato a suo nome.